# 薑餅屋

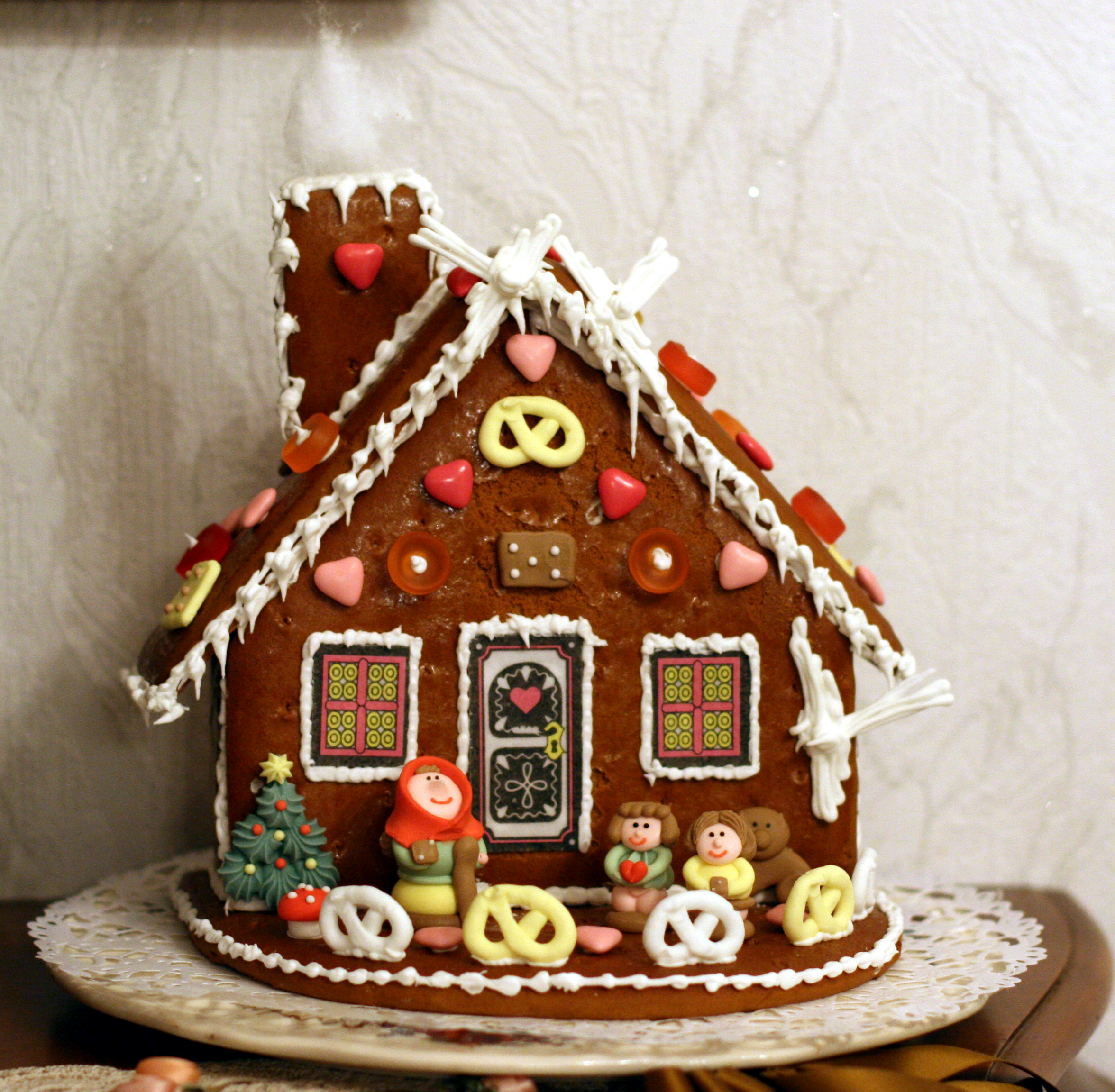
手工製薑餅屋

薑餅屋（英語：Gingerbread house）是一種以薑餅作為製作材料的小房子，將常被當作是聖誕節期間的節慶裝飾。薑餅屋通使用多種食材作為材料，最常見的是經過塑形的脆薑餅，外面覆以糖果或糖霜做成的裝飾。除了在商店中可購買到現成的薑餅屋之外，歐美地區的兒童也經常在聖誕節前夕在父母的協助之下手工製作薑餅屋，作為節慶習俗的一部份。